# Darivanje krvi
Darivanje krvi podrazumijeva dragovoljan čin pojedinca tijekom kojeg se prikupi određena količina krvi u svrhu liječenja drugih pojedinaca i medicinskih istraživanja zasnovanih na krvi.
Krv se ispituje, obrađuje i rabi u medicinske, znanstvene ili farmaceutske svrhe. 

## Vrste i mjesto darivanja krvi
Prikupljanje krvi od dobrovoljnih darivatelja provodi se organizirano u određenim centrima ili drugim zdravstvenim ustanovama uz nadzor medicinski educiranog osoblja. Prostorije u kojima se vrši darivanje krvi i priprema davatelja za darivanje moraju odgovarati određenim zdravstveno-sanitarnim uvjetima koji štite same davatelje i darovanu krv od različitih vanjskih utjecaja i kontaminacije i omogućuju da se taj proces provede.
Tijekom jednog darivanja obično se daruje 500 ml krvi. Ta se krv preuzima u transfuzijske vrećice prema pravilu "jedan darivatelj, jedna vrećica."

## Prednosti za darivatelja
- krv darivatelja kompletno se laboratorijski pregledava (krvna slike). Ispituje se opsežnije i detaljnije nego kod običnog preventivnog pregleda. Usredotočuje se na snimanje krvnih infekcija. Često tada takvi testovi otkrivaju bolest za koju darivatelj ne zna.
- darivanje krvi svojevrsni je trening tijela za hitne situacije povezane s velikim gubitkom krvi.[1] Postoje dokazi da se redoviti davaoci mogu puno bolje nositi s gubitkom veće količine krvi, na primjer kod nesreća, te imaju značajno manje medicinskih komplikacija zbog toga.
- darivanje krvi također pridonosi oporavku tijela. Nagli pad količine krvi zna natjerati tijelo da počne stvarati nove krvne stanice. Doniranje krvi zato ima stimulirajući učinak na tijelo. Redoviti davatelji krvi obično se osjećaju bolje nego nedavatelji, a može se govoriti i o cjelokupnom "pomlađivanju".
- darivanje krvi u muškaraca može smanjiti rizik od srčanih i krvožilnih bolesti.

## Mogući rizici za darivatelja[2]
Mogući rizici koji se javljaju uglavnom su vezani za zdravstvene tegobe nastale poslije samog darivanja:
- mogućnost nastanka modrica, ako se iz mjesta uboda uklanjanje igle izvede nepravilno
- mučnina i nesvjestica prilikom prikupljanja krvi i nakon samog prikupljanja, koja se javlja uglavno kod osoba koje su došle donirati gladne ili žedne
- može doći do fluktuacije kalcija  (obično trnci usana ili jezika).

U rjeđim slučajevima može doći do različitih krvnih infekcija (hepatitis, HIV...) koje se jave ako je došlo do loše manipulacije infektivnim medicinskim otpadom koji nastaje prilikom darivanja krvi. Premda su ovakvi rizici najrjeđi od navedenih i u novijoj povijesti gotovo nezabilježeni, darivateljima predstavljaju najteže moguće rizike sa zdravstvenim komplikacijama.

## Vanjske poveznice
Hrvatski zavod za transfuzijsku medicinu
Udruga Darivatelja Krvi